# Fraser’s Magazine
Fraser’s Magazine (полное название Fraser’s Magazine for Town and Country, с англ. — «Журнал Фрейзера для Города и Деревни») — общественно-литературный журнал, издававшийся в Лондоне с 1830 по 1882 год. Занимал строгую консервативную позицию. 
Был основан Хью Фрейзером и Уильямом Мэгинном в 1830 году, после чего довольно свободно руководился Мэгинном (а затем Фрэнсисом Махони) под названием Oliver Yorke («Оливер Йорк») вплоть до 1840 года. В первые годы в выпуске журнала принимал участие издатель Джеймс Фрейзер (не имевший отношения к основателю — Хью Фрейзеру); он искал спонсоров, готовил журнал к печати. После смерти Джеймса Фрейзера в 1841 году журнал приобрёл Джордж Уильям Никиссон, в 1847 — Джон Уильям Паркер. Последним значительным редактором журнала был Джеймс Энтони Фрауд (1860—1874).
В журнале печатались Роберт Саути, Томас Карлейль, Уильям Теккерей, Томас Медуин, Джеймс Хогг, Уильям Мадфорд, Джон Стюарт Милль.